# Agua Pajarito
Agua Pajarito är en ort i Mexiko.   Den ligger i kommunen Huautepec och delstaten Oaxaca, i den sydöstra delen av landet, 290 km sydost om huvudstaden Mexico City. Agua Pajarito ligger 1 671 meter över havet och antalet invånare är 137.
Terrängen runt Agua Pajarito är bergig söderut, men norrut är den kuperad. Runt Agua Pajarito är det ganska glesbefolkat, med 36 invånare per kvadratkilometer. Närmaste större samhälle är Huautla de Jiménez, 7,2 km nordväst om Agua Pajarito. I omgivningarna runt Agua Pajarito växer i huvudsak städsegrön lövskog.